# تريغان
تريغان هي سلسلة مانغا يابانية نشرت في الفترة من أبريل 1995 حتى يناير 1997 من قبل شركة توكوما شوتين.